# A-nation
a-nation es un gira de verano organizado por la empresa Avex Group por varias ciudades dentro de Japón donde las estrellas más grandes pertenecientes al sello Avex se juntan cada año a cantar en un mismo escenario para miles de fanáticos. El tour fue iniciado el año 2002, y los conciertos cada año se han ido haciendo más masivos.

## Detalles
La gira pasa por varias ciudades de Japón comienza cada año generalmente a finales de julio, terminando ya a finales del mes de agosto. En el primer concierto del 2002 el show duraba aproximadamente cuatro horas, pero ya al 2005 el concierto se había extendido ya por más de seis horas.
De todas las grandes estrellas que pertenecen a Avex, las únicas que no forman parte del concierto son Namie Amuro, V6 y Da Pump, principalmente porque los artistas están atendiendo sus propios tours por otras ciudades al momento en que se realiza a-nation.
Los conciertos en vivo para el verano sin embargo ya eran organizados por Avex Group Holdings ya desde los años noventa, pero en el año 2000 comenzó a hacerse un concierto limitado para cierto público, en donde principales atracciones de ese tiempo eran invitados, con nombres como Namie Amuro, Arisa Mizuki y D-Loop. En el 2001 Avex también uso la idea de especie de festivales de verano, organizando varios conciertos en diversas ciudades de Japón como el avex MUSIC COMER 2001 en Koda Kumi o el JAM JAM MARINA 2001 en Yamaguchi. De estos conciertos surge la idea de crear un concierto pagado para que el público pudiera ver a los principales exponentes del sello, y es lo que da lugar a la creación de lo que hoy se conoce como a-nation.
a-nation comenzó formalmente en el año 2002 con el título oficial de a+nation avex SUMMER FESTA 2002, y desde el 2001 incluso se dio cabida a artistas de la competencia de Avex para que también tomaran lugar dentro del tour.
Los concieros siempre han sido cerrados por la artista ilustre de Avex, Ayumi Hamasaki, quién es el considerada la atracción principal desde la inauguración de a-nation en el 2002, y ya es tradición el show de fuegos artificiales tras su actuación (que principalmente son de más canciones que del resto de sus compañeros de Avex).

## Artistas invitados

### 2002
- day after tomorrow
- dream
- Kumi Kōda
- Do As Infinity
- BoA
- EXILE
- Every Little Thing
- Ayumi Hamasaki
- TRF
- Shokichi Kina
- globe (invitado sorpresa)

### 2003
- SweetS
- Aiko☆Ikuta
- day after tomorrow
- dream
- BoA
- Masae Nakada
- Wu Ru-Jun
- Do As Infinity
- Every Little Thing
- Ayumi Hamasaki

### 2004
- Mihimaru GT
- The Loose Dogs
- dream
- Road Of Major
- Ai Otsuka
- hitomi
- BoA
- EXILE
- TRF
- Every Little Thing
- Ayumi Hamasaki
- FLOW
- Tommy February6
- TM Revolution
- Porno Graffiti

### 2005
- AAA
- Asia Engineer
- Beni Arashiro
- Ami Suzuki
- Road Of Major
- Ai Otsuka
- M-flo
- Kumi Kōda
- Do As Infinity
- hitomi
- Hitomi Shimatani
- BoA
- Every Little Thing
- globe
- TRF
- Ayumi Hamasaki (no pudo presentarse en Sapporo por enfermedad)
- TM Revolution
- D-51
- Kishidan

### 2006
- TRF
- hitomi
- Every Little Thing
- Ayumi Hamasaki
- Kumi Kōda
- BoA
- Ai Otsuka
- Road Of Major
- Ami Suzuki
- Tohoshinki
- AAA
- mink
- m-flo
- Sowelu
- TM Revolution
- DJ Ozma
- FLOW
- mihimaru GT
- Rinka
- Tomiko Van
- ZZ
- SEED
- SEAMO
- Hiroshi Tamaki
- Ataru Nakamura
- misono
- MAY

### 2007
- TRF
- Every Little Thing
- Ayumi Hamasaki
- Kumi Kōda
- Ai Otsuka
- Ami Suzuki
- Tohoshinki
- AAA
Surprise Guests (Invitados Sorpresa)
- EXILE
- Kome Kome Club
- SEAMO
- Anna Tsuchiya
- My Little Lover
- mihimaru GT
- Hatsune Okumura
- Kazuki Kato
- J-Min
- JONTE
- The Grace
- BRIGHT
- MAY
- LAMBSEY
Shooting Artists
- COLOR
- Satomi Takasugi
- Ataru Nakamura
- Mari Natsuki
- mink
Power Stage
- ASIA ENGINEER
- DRM
- Tokyo Purin

## Productos

### CD Compilaciones
- a+nation Vol. 1～SUMMER POWER～
- a+nation Vol. 2～SUMMER LOVER～
- a+nation Vol. 3～REMIXMIX～
- a-nation '04 BEST HIT SUMMER
- a-nation '05 BEST HIT SELECTION

### DVD
- a-nation '03 avex summer festa
- a-nation '04 BEST HIT SUMMER LIVE!!
- a-nation'05 BEST HIT LIVE